# 181. Division
Die 181. Division sind folgende militärische Einheiten auf Ebene der Division:

## Infanterie-Divisionen
- 181. Infanterie-Division (Wehrmacht)
- 181. Division (Volksbefreiungsarmee), gehörte zur 60. Armee und wurde im Koreakrieg eingesetzt.